# بوسه (مجسمه رودن)
بوسه (فرانسوی: Le Baiser‎) یک پیکرهٔ مرمرین است. این مجسمه توسط مجسمه‌ساز فرانسوی، اگوست رودین، در سال ۱۸۸۲ میلادی ساخته شد و در آغوش گرفتن زوجی را به تصویر کشیده می‌کشد. این تندیس در پاریس وجود دارد.
این مجسمه بوسه در اصل با عنوان فرانچسکا دا ریمینی بود که در اشاره به کمدی الهی دانته نامگذاری شده بود.